# Stadionul Nelson Mandela Bay
Stadionul Nelson Mandela Bay este un stadion de fotbal din Port Elizabeth, Africa de Sud. Are o capacitate de 46.500 de locuri pentru Campionatul Mondial de Fotbal 2010, iar după va avea 44.000 de locuri.